# Shark Zone
Série
Shark Attack 3: Megalodon
(2002)
Pour plus de détails, voir Fiche technique et Distribution.
Shark Zone : La Mort au large (Shark Zone) est un film américain réalisé par Danny Lerner, diffusé en 2003.
Il s'agit du quatrième et dernier film de la saga Shark Attack.

## Synopsis
Depuis 1712 un navire espagnol est sombrer dans les profondeurs et des siècles après un militaire de la marine fait de la plongé sous marine et explore l'épave et il se fait dévorer par des requins en laissant son fils qui est devenu orphelin et 10 années après l'orphelin est devenu adulte et il est marié et il a eu un fils et l'orphelin devint le responsable des plages et il va apprendre a la suite que l'épave est le refuge des requins.

## Fiche technique
- Réalisation : Danny Lerner
- Direction Artistique : Philippe Peythieu[réf. nécessaire]
- Adaptation Félicie Seurin[réf. nécessaire]
- Version Française : Prodac[réf. nécessaire]
- Genre : horreur
- Public : déconseillé aux moins de 12 ans

## Distribution
- Dean Cochran
- Alan Austin
- Brandi Sherwood

## À noter
- La plus grande partie des scènes d’attaque des requins sont tirées des trois films précédents.